# Struan
Struan (Schots-Gaelisch: An Sruthan) is een dorp in de Schotse lieutenancy Ross and Cromarty in het raadsgebied Highland met 300 inwoners op het eiland Skye ten westen van Bracadale.
In de buurt van Struan ligt Dun Beag, een van de best bewaarde brochs van Schotland.